# Карбамат
Карбаматите са химични съединения, получени от карбаминовата киселина. Те са биологични отрови, използвани като инсектициди. Тези инсектициди убиват насекомите чрез обратимо блокиране на ензима ацетилхолинестераза – ензим, който разгражда ацетилхолина, основен невромедиатор в ЦНС, за разлика от фосфоорганичните съединения, които го инхибират необратимо. Инхибирането се постига чрез карбамилиране на хидроксилния остатък на активното място на ензима – процес, който включва разцепване на молекулата на карбамата. Това води до натрупване на ацетилхолин в синапсите в централната нервна система.
Активността на ензима се възстановява, когато настъпи спонтанна хидролиза и мястото на блокирания активен център на ензима се освободи. Карбарилът и пропоксурът са представители от групата на карбаматите.